# Иванов, Максим Анатольевич (хоккеист)
Максим Анатольевич Иванов (эст. Maksim Ivanov; 5 июня 1979 года, Таллин, Эстонская ССР, СССР) — эстонский хоккеист, нападающий.

## Карьера
Начинал свои выступления в хоккее в таллинском клубе «Монстера». В 19 лет юный нападающий перебрался в Россию, где ему удалось пробиться в состав вылетевшего из элиты нижегородского «Торпедо». Вместе с командой Иванов одержал победу в Высшей лиги, однако в следующем сезоне «Торпедо» не оставило нападающего в своем составе. Следующие два сезона эстонский хоккеист провел в другом клубе Высшей Лиги «Мотор» (Заволжье).
В 2002 году Иванов стал призером Латвийской хоккейной лиги в клубе «Рига 2000». Затем нападающий выступал в Белоруссии, Франции и в низших лигах Финляндии и Швеции, пока не вернулся на родину. С эстонскими коллективами Иванов неоднократно становился сильнейшим в стране. С 2013 года он играет за таллинский «Викинг-Спортс». С 2017 года Иванов является капитаном этой команды.

## Сборная
С 1997 по 2013 годы Максим Иванов входил в состав сборной Эстонии. Он принимал участие в 15 чемпионатах мира в низших дивизионах, а также в трех отборочных турнирах на Олимпийских играх. В 2009 году нападающий был капитаном национальной команды в рамках турнира во Втором дивизионе чемпионата мира в Сербии.

### Скандал на Чемпионате мира в Донецке
В 2013 году в рамках соревнований мирового первенства в Первом дивизионе в Донецке Максим Иванов вместе с четырьмя партнерами по сборной грубо нарушил режим. Перед важнейшей встречей со сборной Румынии они появились в расположении команды в нетрезвом состоянии в три часа ночи. Из-за дисциплинарного нарушения Иванов был отчислен и больше на чемпионате не играл. Позднее сообщалось, что по прилете сборной в родной таллинский аэропорт некоторые хоккеисты команды не могли стоять на ногах и покидали самолет только с посторонней помощью. Сообщалось, что они были в состоянии алкогольного опьянения. После того турнира Иванов больше не вызывался в расположение национальной команды.

## Достижения
- Чемпион Эстонии (6) : 2006, 2007, 2009, 2011, 2013, 2014.
- Чемпион Высшей лиги России (1) : 1998/99.
- Серебряный призер чемпионата Латвии (1) : 2002.